# 周平 (外交官)
周平（1976年1月—），中华人民共和国外交官，现任中华人民共和国驻加蓬共和国特命全权大使。

## 生平
周平毕业于外交学院，早年曾派驻中国驻科特迪瓦大使馆工作，曾任驻比利时大使馆政新参赞、外交部非洲司论坛办主任、参赞。2021年，任外交部非洲司副司长。2024年8月，出任中华人民共和国驻加蓬大使。